# Acanthobdella livanowi
Acanthobdella livanowi (Акантобделла Ліванова) — вид п'явок роду Стародавня п'явка родини Acanthobdellidae. Синонім — Paracanthobdella livanowi. Названо на честь радянського зоолога Миколи Ліванова. Деякий час пропонувалося виокремити в окремий рід Paracanthobdella і навіть родину Paracanthobdellidae, що не було затверджено науковим співтовариством. Досліджена недостатньо.

## Опис
За своїми розмірами та зовнішністю нагадує вид Acanthobdella peledina. Головною відмінністю від останньої є наявна примітивна глибока присоска у передній частині (складається з 5 сегментів). Ювенільні (молоді) особини A. livanowi не мають присоски. Також має очевидно відокремлену голову. Тіло складається з 5-кільцевих сомітів.

## Спосіб життя
Є стенобіотним видом. Тримається стенотермних і переважно гірських або арктичних річок й озер. Веде паразитиуючий спосіб життя (ектопаразит). Живиться кров'ю і розм'якшеними зовнішніми тканинами лососевих риб (паліями, тихоокеанськими лососями), колючковими.

## Розповсюдження
Є ендеміком Російської Федерації. Зустрічається в озерах біля Ушковського вулкана на Камчатці та у річці Анадир (Чукотка).